# Birger Östman
Hilbert Axel Birger Östman, född 17 november 1893 i Sollefteå, död 25 juli 1947 i Stockholm, var en svensk tandläkare.
Birger Östman var son till köpmannen Adolf Östman och Emma Johanna Eriksson. Han avlade studentexamen i Stockholm 1912, tandläkarexamen där 1916 och medicine kandidatexamen vid Karolinska Institutet 1929. Östman var praktiserade tandläkare i Stockholm från 1916. Därjämte tjänstgjorde han vid Tandläkarinstitutet som extraordinarie assistent vid röntgenavdelningen 1918–1921 och som assisterande lärare i tandkirurgi 1922–1926. Han gjorde ett flertal studieresor i Europa. Från 1936 till sin död var han i Stockholm övertandläkare vid Eastmaninstitutets röntgen- och tandkirurgiska avdelning. Östman tillhörde 1934–1935 statens sjukvårdskommitté som sakkunnig vid utredning av frågor rörande folktandvård. Från 1936 var han ledamot av Medicinalstyrelsens vetenskapliga råd. Av hans enskilda uppdrag märks, att han var styrelseledamot i Sveriges tandläkarförbund 1919–1924, redaktör för dess tidning 1918–1920 och ordförande i förbundet 1933–1937. Även inom Svenska tandläkaresällskapet utförde Östman ett betydelsefullt arbete, bland annat som redaktör för Svensk tandläkaretidskrift 1920–1927 och styrelseledamot 1920–1934. I sina vetenskapliga skrifter behandlade han huvudsakligen dels frågor om pulpakirurgin, dels paradentos och dess behandling, varjämte han publicerade uppsatser rörande skoltandvård, folktandvård och kårsociala spörsmål. År 1935 erhöll han Svenska tandläkaresällskapets guldmedalj. Birger Östman är begravd på Norra begravningsplatsen utanför Stockholm.